# Martin Lezius
Martin Lezius, auch Letzius, (* 3. Februar 1884 in Berlin; † 19. April 1941 ebenda) war ein deutscher Militär-Schriftsteller. Er verwendete auch das Pseudonym Triarius.

## Werdegang
Lezius promovierte in Politikwissenschaften an der Universität Tübingen mit der Dissertation „Das Problem der Sachsengängerei in seiner jüngsten Entwicklung“ (1913). Er war 1931 bis Anfang 1933 Schriftleiter der Zeitschrift für Heereskunde der Deutschen Gesellschaft für Heereskunde. Einige seiner Schriften wurden nach 1945 indiziert.
Lezius war mit Adele Gienke verheiratet († 1959), die nach seinem Tod von der Deutschen Schillerstiftung unterstützt wurde. Die Familie lebte in Berlin und Schwerin.

## Werke (Auswahl)
- Unter Litzmann bei Brzeziny. Eine Episode aus dem Winterfeldzuge 1914. Reutlingen. Enßlin und Laiblin. 1920.
- in Ruhmeshalle unserer alten Armee. 2 Bände. Berlin: Verlag für Militärgeschichte. ~1925. Reichsarchiv Potsdam (Hrsg.).
- mit Eisenhart, Ernst v.: Das Ehrenbuch der Garde. Die ostpreußische Garde im Weltkriege 1914–1919. 2. Bände. Berlin, Stuttgart: Wilhelm Kolk & Oskar Hinderer, ~1925.
- Das alte und das neue Heer. Die Überlieferung der Reichswehr. Ein Denkmal deutscher Größe. Berlin, Militär-Verlag, ~1929.
- „Sturm“-Zigarettenfabrik Dresden. 1932/1933: Deutsche Uniformen:
  - Das Zeitalter Friedrichs des Grossen.
  - Das Zeitalter der Freiheitskriege 1813–1815.
  - Das Zeitalter der deutschen Einigung 1864–1914. Die Kriege von 1864 und 1866.
  - SA SS HJ.
- Das deutsche Heldenbuch. Von deutscher Ehre und Mannentreue. Geleitwort von Ernst von Eisenhart-Rothe. Berlin Geibel & Co., 1933 (indiziert).
- Der alte Fritz braucht Soldaten. Die Werber des Alten Fritz. Enßlin & Laiblins Verlagsbuchhandlung Reutlingen, 1933.
- Vergessene Deutsche Waffentaten. Berlin: Etthofen, 1933 (indiziert).
- Die Kokarde. Berlin: Hühner, 1933 (indiziert).
- Vergessene deutsche Waffentaten. Ein Erinnerungsbuch an Deutschlands Aufstieg. Berlin, Etthofen, 1933 (indiziert).
- Deutsche Kaempfer fuer fremde Fahnen. 1934 (indiziert).
- Hindenburg. Hrsg. von der Sturm-Zigaretten-Fabrik Dresden, 1934 (indiziert).
- Ludendorff, eine Erledigung. Berlin, Leddihn, 1935.
- Von Fehrbellin bis Tannenberg – Dreihundert Jahre Deutsche Kriegsgeschichte. Ernst Steiniger Druck- und Verlagsbuchhandlung. Berlin 1936 (indiziert).
- Tannenberg. Reutlingen, Enßlin & Laiblin, 1938 (indiziert).
- Die Entwicklung des deutschen Heeres von seinen ersten Anfängen bis auf unsere Tage. Geleitwort: Karl Litzmann. Berlin, Verl. für Militärgeschichte und Deutsches Schrifttum, 1935.
- Vorwärts … vorwärts: Das Buch vom dt. Landsknecht. Hesse & Becker. Leipzig 1936.
- Fridericus Rex. Reutlingen: Verl. Enßlin & Laiblins, 1936.
- Das Ehrenkleid des Soldaten. Eine Kulturgeschichte der Uniform von ihren Anfängen bis zur Gegenwart. Berlin. Ullstein Verlag, 1936.
- Gloria – Viktoria. Drei Jahrhunderte deutsches Soldatenleben. Berlin. Scherl, 1937 (indiziert).
- Ostpreußen in Not. Reutlingen:Enßlin&Laiblin, 1937 (indiziert).
- Wrangel. Ein Leben im Sattel. Reutlingen, Enßlin & Laiblin, 1938.
- Zelte, Posten, Werdarufer.. Ruhm und Glanz österreichdeutscher Regimenter. Berlin, Verlag Bernard & Graefe, 1938 (indiziert).
- Im Kampf für Freiheit und Vaterland. Ein Buch von Deutschen Soldaten. Berlin, Steiniger, 1938.
- Der Sprung nach Afrika. Bernhard Hahnefeld Verlag, 1940.
- Unser Hauptmann steigt zu Pferde. Soldatensang aus fünf Jahrhunderten. Berlin Ulm: Verlagsgemeinschaft Ebner und Peters, 1941.

Neuauflagen
- Fahnen und Standarten der alten preußischen Armee nach dem Stande v. 1. August 1914. Schild-Verlag, München 1981, Nachdruck der 2. Auflage von 1935.